# Kepler-62f
Kepler-62f (KOI-701.04) is een van de exoplaneten die zijn ontdekt met behulp van de ruimtetelescoop van NASA's Kepler-missie. Kepler-62f draait om de ster Kepler-62 in het sterrenbeeld Lier, op 982 lichtjaar van de Aarde. De planeet bevindt zich in de bewoonbare zone. Theoretisch gezien houdt dit in dat er leven mogelijk is zoals dat voorkomt op de Aarde.

## Karakteristieken
Kepler-62f is een superaarde met een straal van 1,40 keer de Aarde. Dit is onder de limiet van 1,60 waarbij planeten mogelijk meer gasachtig zijn. Door zijn straal is Kepler-62f hoogst waarschijnlijk een rotsachtige planeet.
De planeet draait in circa 267 dagen om zijn ster Kepler-62. Deze ster heeft een zonnemassa van 0,69 en een zonneradius van 0,64. De temperatuur van de ster bedraagt 4925 K en Kepler-62 is 7 miljard jaar oud. Ter vergelijking: de Zon is 4,6 miljard jaar oud. De magnitude van de ster is 13,65 en kan derhalve niet met het blote oog worden geobserveerd.

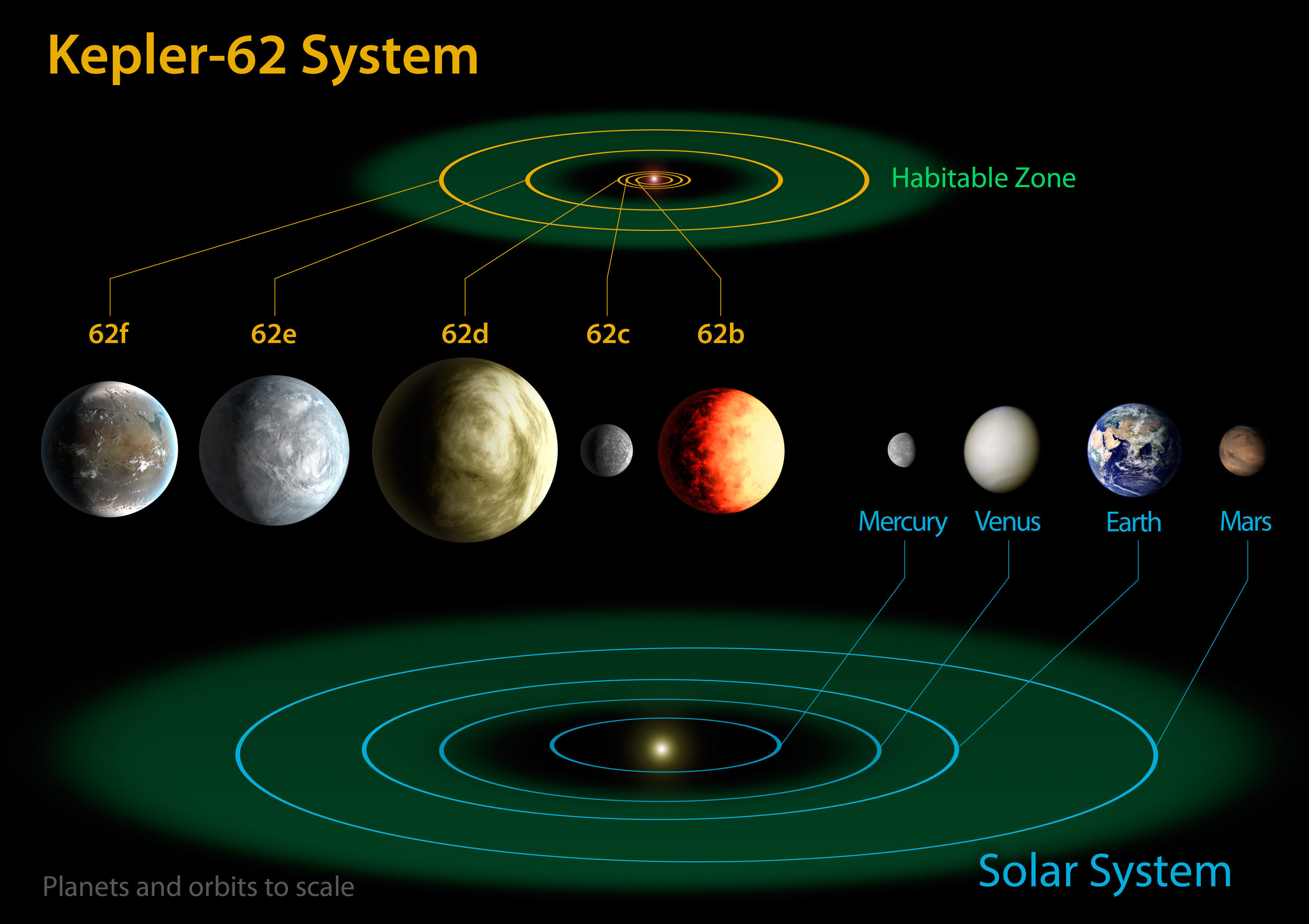
Stelsel van Kepler-62 in vergelijking met het zonnestelsel